# Acanthochitona rubrolineata
Acanthochitona rubrolineata är en blötdjursart som först beskrevs av Lischke 1873.  Acanthochitona rubrolineata ingår i släktet Acanthochitona och familjen Acanthochitonidae. Inga underarter finns listade i Catalogue of Life.